# Mistrzostwa Europy w Piłce Nożnej 1988
Decyzją Komitetu Wykonawczego UEFA z dnia 15 marca 1985 roku ósme finały Mistrzostw Europy w piłce nożnej odbyły się w roku 1988 na stadionach Republiki Federalnej Niemiec. Mecz otwarcia miał miejsce 10 czerwca 1988 roku na stadionie Rheinstadion w Düsseldorfie. Finał rozegrano 25 czerwca na Stadionie Olimpijskim w Monachium. W turnieju udział wzięło osiem drużyn. Ekipa zachodnioniemiecka nie brała udziału w eliminacjach, ponieważ była gospodarzem turnieju. Pozostałe drużyny o prawo występu walczyły w grach eliminacyjnych, które rozpoczęły się 10 września 1986 roku. Jedyny jak dotąd tytuł mistrzowski zdobyła reprezentacja Holandii.

## Eliminacje
W eliminacjach do turnieju finałowego udział wzięły 32 reprezentacje, które podzielono na 7 grup. Do turnieju awansowali jedynie zwycięzcy grupy. Zespół zachodnioniemiecki jako gospodarz miał zapewnione miejsce w turnieju bez konieczności grania w eliminacjach. Ostatni mecz kwalifikacyjny rozegrano w dniu 20 grudnia 1987 roku, kiedy to reprezentacja Malty walczyła o punkty z reprezentacją Portugalii (mecz zakończył się zwycięstwem Portugalii 1:0). 

## Drużyny uczestniczące
W turnieju finałowym udział wzięły następujące reprezentacje narodowe:
| Drużyna   | Grupa kwalifikacyjna | Liczba występów            | Najlepszy wynik          |
| --------- | -------------------- | -------------------------- | ------------------------ |
| RFN       | gospodarz            | 4 (1972, 1976, 1980, 1984) | Mistrzostwo (1972, 1980) |
| Hiszpania | Zwycięzca grupy 1    | 3 (1964, 1980, 1984)       | Mistrzostwo (1964)       |
| Włochy    | Zwycięzca grupy 2    | 2 (1968, 1980)             | Mistrzostwo (1968)       |
| ZSRR      | Zwycięzca grupy 3    | 4 (1960, 1964, 1968, 1972) | Mistrzostwo (1960)       |
| Anglia    | Zwycięzca grupy 4    | 2 (1968, 1980)             | III miejsce (1968)       |
| Holandia  | Zwycięzca grupy 5    | 2 (1976, 1980)             | III miejsce (1976)       |
| Dania     | Zwycięzca grupy 6    | 2 (1964, 1984)             | III/IV miejsce (1984)    |
| Irlandia  | Zwycięzca grupy 7    | debiutant                  | debiutant                |

## Stadiony
- Müngersdorfer Stadion (wybudowany w Kolonii w roku 1923, może pomieścić 47 tys. osób)
- Neckarstadion (wybudowany w Stuttgarcie w roku 1933, może pomieścić 50 tys. osób)
- Niedersachsenstadion (wybudowany w Hanowerze w roku 1954, może pomieścić 50 423 osób)
- Olympiastadion (wybudowany w Monachium w roku 1972, może pomieścić 69 tys. osób)
- Parkstadion (wybudowany w Gelsenkirchen w roku 1972, może pomieścić 62 tys. osób)
- Rheinstadion (wybudowany w Düsseldorfie w roku 1926, może pomieścić 55 850 osób)
- Volksparkstadion (wybudowany w Hamburgu w roku 1953, może pomieścić 61 200 osób)
- Waldstadion (wybudowany we Frankfurcie w roku 1925, może pomieścić 61 tys. osób)

## Sędziowie
- Emilio Soriano Aladrén (Hiszpania)
- Horst Brummeier (Austria)
- Paolo Casarin (Włochy)
- Erik Fredriksson (Szwecja)
- Bruno Galler (Szwajcaria)
- Keith Hackett (Anglia)
- Ioan Igna (Rumunia)
- Siegfried Kirschen (NRD)
- Dieter Pauly (RFN)
- Alexis Ponnet (Belgia)
- José Rosa dos Santos (Portugalia)
- Albert Thomas (Holandia)
- Bob Valentine (Szkocja)
- Michel Vautrot (Francja)

## Faza grupowa
Legenda do tabelek:
- Pkt – liczba punktów
- M – liczba meczów
- W – zwycięstwa
- R – remisy
- P – porażki
- Br+ – bramki zdobyte
- Br− – bramki stracone
- +/− – różnica bramek

Dwie pierwsze drużyny z każdej grupy awansowały do dalszych gier.
Czas: CEST (UTC+2)

### Grupa A
| Zespół    | Pkt | M | W | R | P | Br+ | Br− | +/− |
| --------- | --- | - | - | - | - | --- | --- | --- |
| RFN       | 5   | 3 | 2 | 1 | 0 | 5   | 1   | 4   |
| Włochy    | 5   | 3 | 2 | 1 | 0 | 4   | 1   | 3   |
| Hiszpania | 2   | 3 | 1 | 0 | 2 | 3   | 5   | -2  |
| Dania     | 0   | 3 | 0 | 0 | 3 | 2   | 7   | -5  |

10 czerwca
- godz. 20:15, Düsseldorf: RFN – Włochy 1:1 (0:0)
  - 0:1 Roberto Mancini 52'
  - 1:1 Andreas Brehme 55'
- sędziował: Keith Hackett
- widzów: 62 552 osób

11 czerwca
- godz. 15:30, Hanower: Dania – Hiszpania 2:3 (1:1)
  - 0:1 Míchel 5'
  - 1:1 Michael Laudrup 24'
  - 1:2 Emilio Butragueño 53'
  - 1:3 Rafael Gordillo 66'
  - 2:3 Flemming Povlsen 82'
- sędziował: Albert Thomas
- widzów: 60 366 osób

14 czerwca
- godz. 17:15, Gelsenkirchen: RFN – Dania 2:0 (1:0)
  - 1:0 Jürgen Klinsmann 10'
  - 2:0 Olaf Thon 85'
- sędziował: Bob Valentine
- widzów: 64 812 osób

- godz. 20:15, Frankfurt: Włochy – Hiszpania 1:0 (0:0)
  - 1:0 Gianluca Vialli 73'
- sędziował: Erik Fredriksson
- widzów: 51 790 osób

17 czerwca
- godz. 20:15, Monachium: RFN – Hiszpania 2:0 (1:0)
  - 1:0 Rudi Völler 29'
  - 2:0 Rudi Völler 51'
- sędziował: Michel Vautrot
- widzów: 72 308 osób

- godz. 20:15, Kolonia: Włochy – Dania 2:0 (0:0)
  - 1:0 Alessandro Altobelli 67'
  - 2:0 Luigi de Agostini 87'
- sędziował: Bruno Galler
- widzów: 53 951 osób

### Grupa B
| Zespół   | Pkt | M | W | R | P | Br+ | Br− | +/− |
| -------- | --- | - | - | - | - | --- | --- | --- |
| ZSRR     | 5   | 3 | 2 | 1 | 0 | 5   | 2   | 3   |
| Holandia | 4   | 3 | 2 | 0 | 1 | 4   | 2   | 2   |
| Irlandia | 3   | 3 | 1 | 1 | 1 | 2   | 2   | 0   |
| Anglia   | 0   | 3 | 0 | 0 | 3 | 2   | 7   | -5  |

12 czerwca
- godz. 15:30, Stuttgart: Anglia – Irlandia 0:1 (0:1)
  - 0:1 Ray Houghton 6'
- sędziował: Siegfried Kirschen
- widzów: 51 573 osób

- godz. 20:15, Kolonia: Holandia – Związek Radziecki 0:1 (0:0)
  - 0:1 Wasilij Rac 52'
- sędziował: Dieter Pauly
- widzów: 60 tys. osób

15 czerwca
- godz. 17:15, Düsseldorf: Anglia – Holandia 1:3 (0:1)
  - 0:1 Marco van Basten 44'
  - 1:1 Bryan Robson 53'
  - 1:2 Marco van Basten 71'
  - 1:3 Marco van Basten 75'
- sędziował: Paolo Casarin
- widzów: 63 940 osób

- godz. 20:15, Hanower: Irlandia – Związek Radziecki 1:1 (1:0)
  - 1:0 Ronnie Whelan 38'
  - 1:1 Ołeh Protasow 74'
- sędziował: Emilio Soriano Aladrén
- widzów: 38 308 osób

18 czerwca
- godz. 15:30, Frankfurt: Anglia – Związek Radziecki 1:3 (1:2)
  - 0:1 Siarhiej Alejnikau 3'
  - 1:1 Tony Adams 16'
  - 1:2 Ołeksij Mychajłyczenko 28'
  - 1:3 Wiktor Pasulko 72'
- sędziował: José Rosa dos Santos
- widzów: 53 tys. osób

- godz. 15:30, Gelsenkirchen: Irlandia – Holandia 0:1 (0:0)
  - 0:1 Wim Kieft 82'
- sędziował: Horst Brummeier
- widzów: 70 800 osób

## Faza pucharowa
|  |                        |             |          |                        |   |       |       |       |
|  | Półfinał               | Półfinał    | Półfinał |                        |   | Finał | Finał | Finał |
|  | Półfinał               | Półfinał    | Półfinał |                        |   | Finał | Finał | Finał |
|  | 21 czerwca – Hamburg   |             |          |                        |   |       |       |       |
|  |                        |             |          |                        |   |       |       |       |
|  | 1A RFN                 | 1A RFN      | 1        |                        |   |       |       |       |
|  | 1A RFN                 | 1A RFN      | 1        | 25 czerwca – Monachium |   |       |       |       |
|  | 2B Holandia            | 2B Holandia | 2        |                        |   |       |       |       |
|  | 2B Holandia            | 2B Holandia | 2        |                        |   | ZSRR  | ZSRR  | 0     |
|  | 22 czerwca – Stuttgart |             |          |                        |   | ZSRR  | ZSRR  | 0     |
|  |                        |             | Holandia | Holandia               | 2 |       |       |       |
|  | 1B ZSRR                | 1B ZSRR     | Holandia | Holandia               | 2 | 2     |       |       |
|  | 1B ZSRR                | 1B ZSRR     |          |                        |   |       |       |       |
|  | 2A Włochy              | 2A Włochy   | 0        |                        |   |       |       |       |
|  | 2A Włochy              | 2A Włochy   | 0        |                        |   |       |       |       |

### Półfinały
| 21 czerwca 1988 | RFN · Lothar Matthäus 55' | 1-20-0 | Holandia · 74' Ronald Koeman · 88' Marco van Basten | Hamburg Widzów: 61 330 Sędzia: Ioan Igna |
|                 |                           |        |                                                     |                                          |

| 22 czerwca 1988 | ZSRR · Hennadij Łytowczenko 60' · Ołeh Protasow 62' | 2-00-0 | Włochy | Neckarstadion, Stuttgart Widzów: 61 606 Sędzia: Alexis Ponnet |
|                 |                                                     |        |        |                                                               |

### Finał
| 25 czerwca 1988 finał Euro 1988 | ZSRR | 0-20-1 | Holandia · 32' Ruud Gullit · 54' Marco van Basten | Stadion Olimpijski, Monachium Widzów: 72,308 Sędzia: Michel Vautrot |
|                                 |      |        |                                                   |                                                                     |

| ZWIĄZEK RADZIECKI: |    |                         |  |     |
|                    |    |                         |  |     |
| BR                 | 1  | Rinat Dasajew           |  |     |
| OB                 | 5  | Anatolij Demjanenko     |  |     |
| OB                 | 3  | Wagiz Chidijatullin     |  |     |
| OB                 | 7  | Siarhiej Alejnikau      |  |     |
| OB                 | 6  | Wasyl Rac               |  |     |
| PO                 | 8  | Hennadij Łytowczenko    |  |     |
| PO                 | 9  | Ołeksandr Zawarow       |  |     |
| PO                 | 15 | Ołeksij Mychajłyczenko  |  |     |
| PO                 | 18 | Siarhiej Hocmanau       |  | 68' |
| NA                 | 10 | Ołeh Protasow           |  | 71' |
| NA                 | 11 | Ihor Biełanow           |  |     |
| Rezerwowi:         |    |                         |  |     |
| BR                 | 16 | Wiktor Czanow           |  |     |
| OB                 | 14 | Viačeslavas Sukristovas |  |     |
| OB                 | 13 | Tengiz Sulakwelidze     |  |     |
| PO                 | 19 | Serhij Bałtacza         |  | 68' |
| PO                 | 20 | Wiktor Pasulko          |  | 71' |
| Selekcjoner:       |    |                         |  |     |
| Walery Łobanowski  |    |                         |  |     |

| HOLANDIA:     |    |                      |  |
|               |    |                      |  |
| BR            | 1  | Hans van Breukelen   |  |
| OB            | 6  | Berry van Aerle      |  |
| OB            | 4  | Ronald Koeman        |  |
| OB            | 17 | Frank Rijkaard       |  |
| OB            | 2  | Adri van Tiggelen    |  |
| PO            | 7  | Gerald Vanenburg     |  |
| PO            | 8  | Arnold Mühren        |  |
| PO            | 20 | Jan Wouters          |  |
| PO            | 13 | Erwin Koeman         |  |
| NA            | 10 | Ruud Gullit 32'      |  |
| NA            | 12 | Marco van Basten 54' |  |
| Rezerwowi:    |    |                      |  |
| BR            | 16 | Joop Hiele           |  |
| OB            | 18 | Wilbert Suvrijn      |  |
| PO            | 11 | John van ’t Schip    |  |
| NA            | 9  | John Bosman          |  |
| NA            | 14 | Wim Kieft            |  |
| Selekcjoner:  |    |                      |  |
| Rinus Michels |    |                      |  |

## Strzelcy
- 5 goli:
  -  Marco van Basten
- 2 gole:
  -  Ołeh Protasow
  -  Rudi Völler
- 1 gol:
  -  Tony Adams
  -  Siarhiej Alejnikau
  -  Alessandro Altobelli
  -  Andreas Brehme
  -  Emilio Butragueño
  -  Luigi De Agostini
  -  Rafael Gordillo
  -  Ruud Gullit
  -  Ray Houghton
  -  Wim Kieft
  -  Ronald Koeman
  -  Jürgen Klinsmann
  -  Michael Laudrup
  -  Hennadij Łytowczenko
  -  Roberto Mancini
  -  Míchel
  -  Lothar Matthäus
  -  Ołeksij Mychajłyczenko
  -  Wiktor Pasulko
  -  Flemming Povlsen
  -  Wasilij Rac
  -  Bryan Robson
  -  Olaf Thon
  -  Gianluca Vialli
  -  Ronnie Whelan